# Gunter Schwarze
Gunter Schwarze (* 6. April 1928 in Pirna; † 18. Mai 2013) war ein deutscher Mathematiker und Professor für Systemanalyse. Er gehörte zu den Pionieren der Mathematischen Kybernetik und war Mitbegründer sowie Leiter des Rechenzentrums der Humboldt-Universität zu Berlin.

## Biografie
Schwarze  besuchte ab 1934 eine Volksschule und das Gymnasium in Pirna, wo er 1946 das Abitur ablegte.
1946 begann er sein Studium der Mathematik an der Universität Rostock. Nach drei Jahren wechselte er seinen Studienort nach Berlin und setzte hier an der Humboldt-Universität zu Berlin (HUB) sein Mathematikstudium fort. 1951 erlangte er seinen ersten akademischen Grad Diplom-Mathematiker mit einer Diplomarbeit zum Thema: Über die Klassenzahlformel der einfach reellen nicht abelschen kubischen Zahlkörper. 
Von 1952 bis 1958 arbeitete er als Wissenschaftlicher Assistent und Oberassistent am II. Mathematischen Institut der HUB.

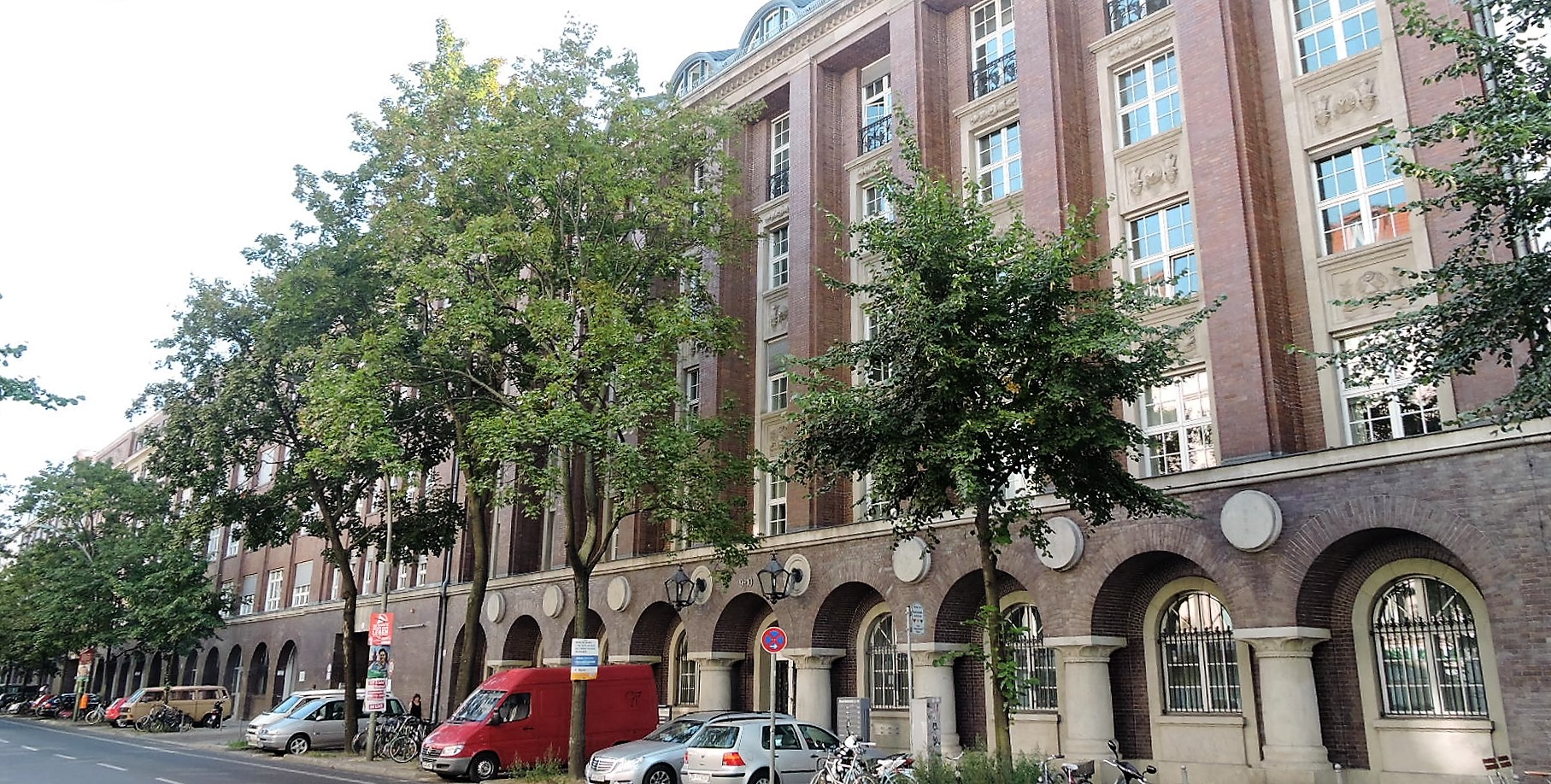
Institut für Regelungstechnik (IfR), Berlin-Friedrichshain, Neue Bahnhofstraße 9-17 (bis 1968)

Danach nahm er eine Industrietätigkeit auf im Institut für Regelungstechnik (IfR)  in Berlin als der zentralen Forschungs- und Entwicklungseinrichtung mit damals 1800 Beschäftigten, das zur VVB Regelungstechnik, Gerätebau und Optik mit 11 Produktionsbetrieben der Mess-, Steuerungs- und Regelungstechnik gehörte. Hier begann er als Wissenschaftlicher Mitarbeiter, danach war er von 1959 bis 1963 Leiter der Theorie-Abteilung, zu der auch das Rechenzentrum des IfR gehörte. Neben Arbeiten am "Digitalrechner" wurden hier auch Simulationsarbeiten am "Analogrechner" ausgeführt (Universeller Modell- und Analogrechner UNIMAR als Eigenentwicklung des IfR; das Original ist erhalten, befindet sich im "Automatik-Museum" der HTWK Leipzig und kann zusammen mit weiteren historischen Objekten besichtigt werden).

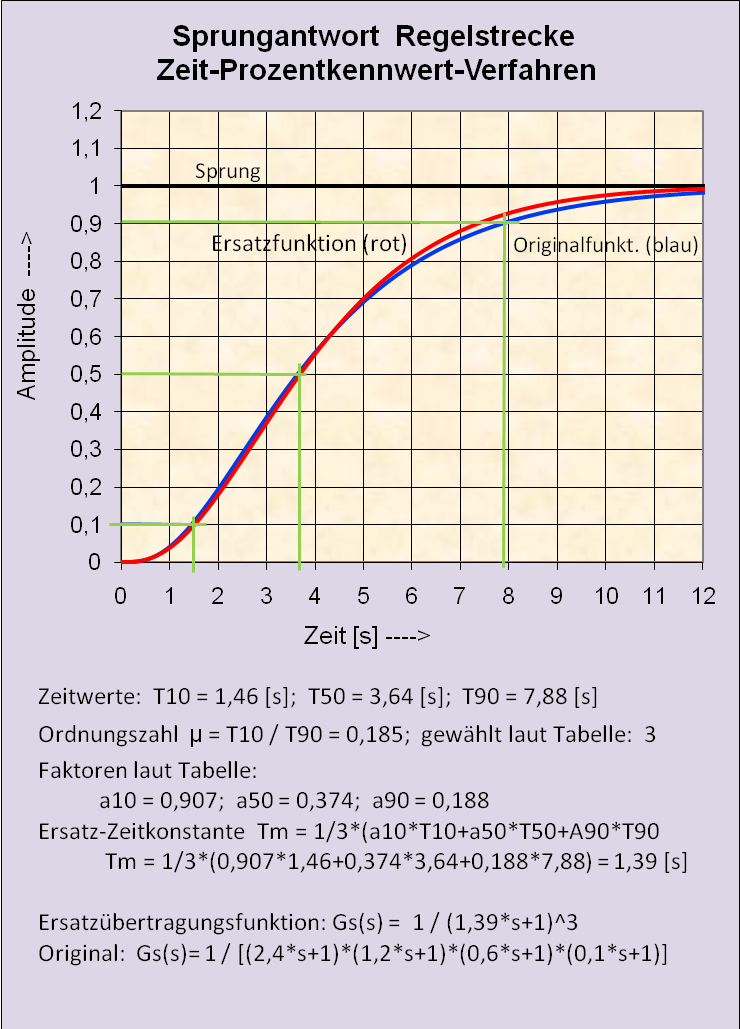
Identifikation einer Regelstrecke höherer Ordnung durch das Zeit-Prozentkennwert-Verfahren nach Schwarze

Aus diesen Arbeiten von Schwarze und den Mitarbeitern seiner Abteilung im IfR sind auch seine ersten, praxisorientierten Veröffentlichungen hervorgegangen, die unter der Bezeichnung "Zeit-Prozentkennwert-Verfahren (nach Schwarze) " in die Fachliteratur zur Regelungstechnik eingegangen sind. Mit der Methode des „Zeit-Prozentkennwert-Verfahrens“ wird für eine Regelstrecke eine "Modellstrecke" ermittelt, die mit gleichen Zeitkonstanten je nach Streckenkonstanten beliebiger Ordnung tatsächlich eine sehr gute Annäherung an die reale Sprungantwort bietet. Für eine gegebene Sprungantwort einer nicht schwingenden Regelstrecke werden von den Amplitudenwerten Xa von 10 %, 50 % und 90 % der Maximalamplitude im Beharrungszustand die zugehörigen Zeitwerte T10, T50 und T90 erfasst und daraus eine "Modell-Übertragungsfunktion" aus n gleichen Verzögerungsgliedern gebildet. Hierfür werden entsprechende Tabellen bereitgestellt.
In einer weiteren Tabelle (nach Latzel) kann man für die Modellübertragungsfunktion der Regelstrecke auch die "Reglerparameter" für verschiedene Standardregler ablesen. Die Tabellen dieses Verfahrens sind in jedem guten Fachbuch der Regelungstechnik enthalten.
Das Verfahren wurde von Schwarze zu Anfang der 1960er Jahre entwickelt. Es vermeidet die "Unsicherheiten der Tangentenverfahren". Das praktische Werkzeug hierzu hat Schwarze als Buch publiziert, die theoretischen Grundlagen hat er in seiner Habilitationsschrift dargelegt.
1963 erfolgte die Promotion von Schwarze an der HUB zum Dr. rer. nat. mit der Dissertation: Über die 1., 2. und 3. äußere Randwertaufgabe der Schwingungsgleichung.  Danach wechselte er wieder zurück an die HUB und gehörte hier 1964 zusammen mit Klaus Fuchs-Kittowski u. a. zu den Initiatoren des neu gegründeten Rechenzentrums am II. Mathematischen Institut. Schwarze leitete das Rechenzentrum von der Gründung 1964 bis 1968, hiermit hat er eine wichtige Basis für die Informatik in Lehre und Forschung an der HUB geschaffen. Hier begann auch Roswitha März ab 1966 ihre Tätigkeit, die später sein Fachgebiet Numerische Mathematik als Ordentliche Professorin weitergeführt hat. Seine Nachfolge als Leiter der Theorie-Abteilung im IfR hat Achim Sydow übernommen, und ab 1968 wurde Wolfgang Weller der Leiter des Bereichs Wissenschaftliche Systemgrundlagen und Rechenzentrum des IfR.

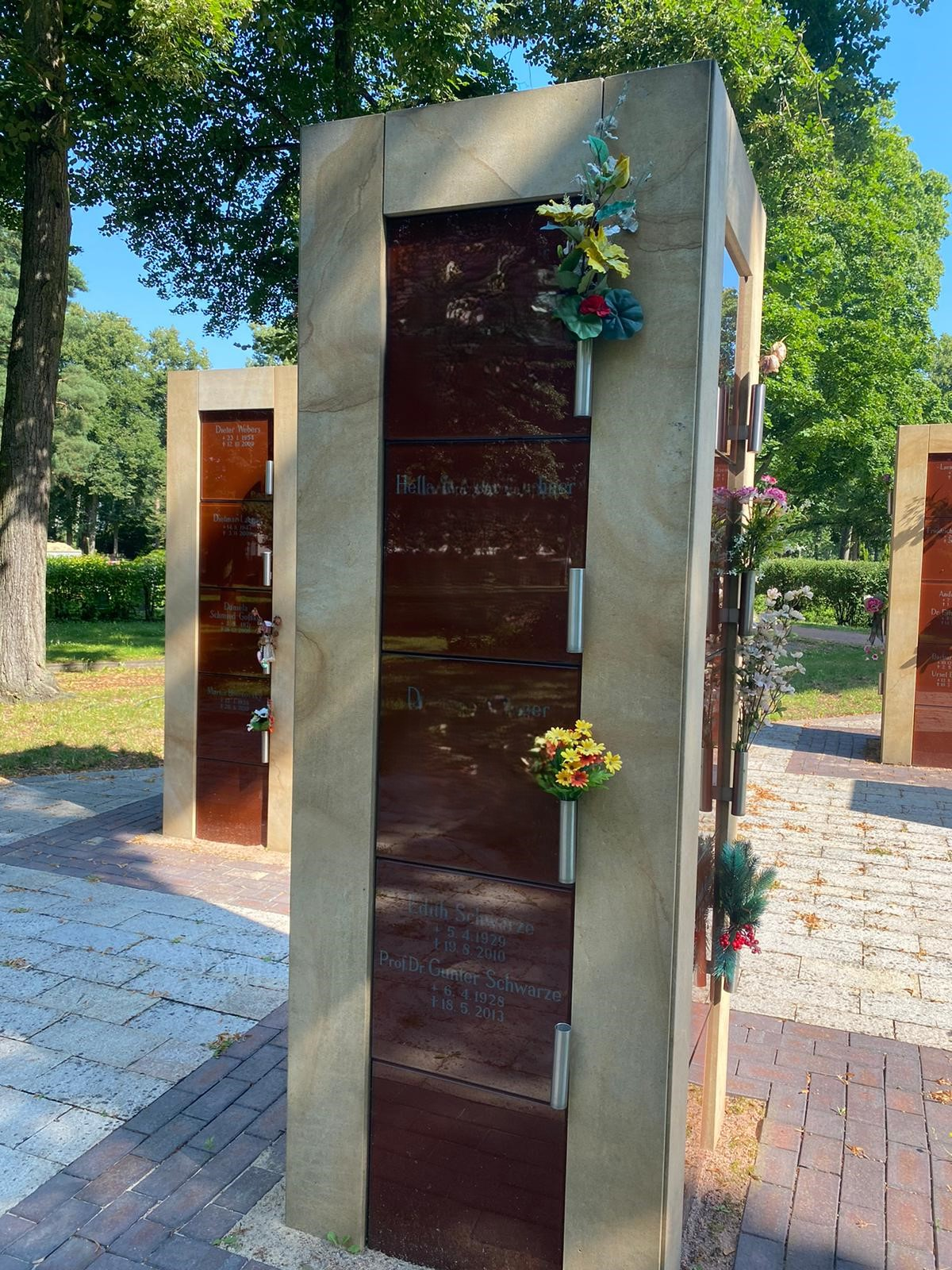
Grabstätte auf dem Friedhof Adlershof

Schwarze wurde 1967 an der TH Magdeburg habilitiert mit einer Habilitationsschrift zum Thema: Algorithmische Ermittlung der Übertragungsfunktion linearer Modelle mit konstanten konzentrierten Parametern für analoge Systeme mit einem Eingang und einem Ausgang durch Analyse der zu charakteristischen Testsignalen gehörigen Ausgangssignale im Zeitbereich  (Gutachter: Franz Stuchlik). Danach erfolgte seine Berufung als Dozent für Numerische Mathematik und Rechentechnik am II. Mathematischen Institut der HUB.
1969 wurde Schwarze als Ordentlicher Professor für Mathematische Kybernetik und Rechentechnik an der HUB berufen. Das IfR als frühere Arbeitsstelle von Schwarze hatte generell wegen der Nachwuchsförderung und Forschungskooperation die Zusammenarbeit mit Universitäten, Hochschulen und Akademieinstituten unterstützt, sodass aus dem IfR neben Schwarze noch weitere Professoren auf dem Fachgebiet Automatisierung hervorgegangen sind: Achim Sydow, Georg C. Brack, Wolfgang Weller, Bernhard Rodenbeck, Hans Fuchs, Jürgen Beuschel, Werner Kriesel u. a.
Im Zuge der deutschen Wiedervereinigung wurde die HUB umstrukturiert, und es erfolgte ab 1990 die Neugründung des Fachbereichs Informatik, zu dem Schwarze jetzt gehörte. Sein Lehrstuhl wurde neu ausgeschrieben, und Schwarze wurde am Ende eines Berufungsverfahrens 1992 zum Universitätsprofessor für das Fachgebiet Systemanalyse am Institut für Informatik an der HUB neuberufen.
1994 ist Schwarze aus Altersgründen aus der Humboldt-Universität ausgeschieden. Er verstarb im Alter von 85 Jahren und wurde auf dem Friedhof Adlershof beigesetzt.

## Publikationen
Schwarze hat zahlreiche wissenschaftliche Publikationen für Fachzeitschriften verfasst, dazu mehr als 20 Buchpublikationen. Besonders hervorgetreten ist er jedoch als Autor und als Mitherausgeber der Buchserie REIHE AUTOMATISIERUNGSTECHNIK im Verlag Technik Berlin, die im Zeitraum von 1961 bis 1990 nahezu 250 Bände erreicht hat. Herausgeber: ursprünglich Bodo Wagner und Gunter Schwarze; nach dem altersbedingten Ausscheiden von Bodo Wagner wurde der Herausgeberkreis erweitert: G. Brack, H. Fuchs, G. Paulin, R. Piegert, G. Schwarze und E.-G. Woschni, Lektor: Jürgen Reichenbach, Einbandgestaltung: Kurt Beckert.
Reihe Automatisierungstechnik, Mitherausgeber: Gunter Schwarze (Auswahl): 
- Gunter Schwarze: Grundbegriffe der Automatisierungstechnik. Reihe Automatisierungstechnik, Band 1. Verlag Technik, Berlin 1961, 2. Auflage 1963, 3. Auflage 1965, 4. Auflage 1967, 5. Auflage 1973.
- Gunter Schwarze: Regelkreise mit I- und P-Reglern. Reihe Automatisierungstechnik, Band 10. Verlag Technik, Berlin 1963, 2. Auflage 1966.
- Achim Sydow: Elektronische Analogrechner und Modellregelkreise. Reihe Automatisierungstechnik, Band 6. Verlag Technik,  Berlin 1962. 2. Auflage  1966. 3. Auflage 1971
- Achim Sydow: Elektronisches Hybridrechnen. Reihe Automatisierungstechnik, Band 113. Verlag Technik, Berlin 1971
- Franz Stuchlik: Programmgesteuerte Universalrechner. Reihe Automatisierungstechnik, Band 12. Verlag Technik, Berlin 1963, 2. Auflage 1966, Lizenz: Vieweg Verlag, Braunschweig 1968.
- Gunter Schwarze: Regelungstechnik für Praktiker – Formeln, Kurven, Tabellen. Reihe Automatisierungstechnik, Band 50. Verlag Technik, Berlin 1966, 2. Auflage 1969 (Lizenz: Vieweg Verlag, Braunschweig).
- Wolfgang Weller, Hans Fuchs: Mehrfachregelungen. Reihe Automatisierungstechnik, Band 59. Verlag Technik, Berlin 1967. Verlag Vieweg & Sohn Braunschweig 1968.
- Manfred Peschel: Kybernetische Systeme. Reihe Automatisierungstechnik, Band 100. Verlag Technik, Berlin 1970.
- Gunter Schwarze: Simulation – kontinuierliche Systeme. Reihe Automatisierungstechnik, Band 177. Verlag Technik, Berlin 1976.
- Wolfgang Weller, Heinrich Wilke: Programmierbare Steuereinrichtungen. Reihe Automatisierungstechnik, Band 181. Verlag Technik, Berlin 1979.
- Heinz Töpfer, Werner Kriesel: Automatisierungstechnik – Gegenwart und Zukunft. Reihe Automatisierungstechnik, Band 200. Verlag Technik, Berlin 1982.

Weitere Publikationen: 
- Gunter Schwarze (Mitwirkender): Differentialgleichungen, Teil: 1. Deutscher Verlag der Wissenschaften, Berlin 1955, 3. Auflage 1966.
- Gunter Schwarze (Mitwirkender): Differentialgleichungen, Teil: 2. Deutscher Verlag der Wissenschaften, Berlin 1956, 3. Auflage 1967.
- Über die 1., 2. und 3. äußere Randwertaufgabe der Schwingungsgleichung. Humboldt-Universität, Math.-naturwiss. Fakultät, Dissertation, Berlin 1963.
- Algorithmische Ermittlung der Übertragungsfunktion linearer Modelle mit konstanten konzentrierten Parametern für analoge Systeme mit einem Eingang und einem Ausgang durch Analyse der zu charakteristischen Testsignalen gehörigen Ausgangssignale im Zeitbereich. TH Magdeburg, Fakultät für Grundwissenschaften, Habilitationsschrift, Magdeburg 1967.
- Digitale Simulation. Konzepte – Werkzeuge – Applikationen.  Akademie-Verlag, Berlin 1990, ISBN 978-3-05-500606-7.